# كاتارينا ماكاريو
كاتارينا كانتانهيدي ميلونيو ماكاريو (من مواليد 4 أكتوبر 1999) لاعبة كرة قدم محترفة، برازيلية المولد تلعب في مركز وسط والهجوم مع نادي تشيلسي للسيدات، المشارك في دوري السوبر للسيدات. ومع منتخب الولايات المتحدة لكرة القدم للسيدات، لعبت كرة القدم الجامعية مع فريق ستانفورد كاردينال، وفازت معه في بطولتين وطنيتين عامي 2017 و2019، وحصلت مرتين على جائزة هيرمان، التي تُمنح لأفضل لاعبة في كرة القدم الجامعية. وقّعت ماكاريو مع ليون في عام 2021، وفازت معه في دوري أبطال أوروبا للسيدات 2021–22 على حساب نادي نادي برشلونة للسيدات في نهائي دوري أبطال أوروبا للسيدات 2022 في أول موسم لها مع نادي أولمبيك ليون. بعد موسمين انضمت إلى تشيلسي في عام 2023.
ظهرت ماكاريو لأول مرة مع منتخب الولايات المتحدة لكرة القدم للسيدات في عام 2021. وفازت بالميدالية البرونزية في مع المنتخب ضمن حدث كرة القدم في الألعاب الأولمبية الصيفية 2020 في طوكيو، اليابان في وقت لاحق من ذلك العام.

## نشأتها
وُلدت ماكاريو في ساو لويس، مارانهاو، البرازيل، لوالديها آنا ماريا كانتانهيدي وخوسيه ميلونيو ماكاريو. بدأت لعب كرة القدم في سن الرابعة، على خطى شقيقها الأكبر، إستيفاو (المعروف في الولايات المتحدة باسم ستيف). بدأت اللعب في أكاديمية فلامنجو في ساو لويس. بقيت هناك لأقل من 6 أشهر قبل أن تنتقل إلى أكاديمية كروزيرو. في سن السابعة، انتقلت مع عائلتها إلى برازيليا، في العاصمة برازيليا، لعبت كاتارينا في أكاديمية سانتوس، حيث بقيت حتى انتقالها إلى الولايات المتحدة في ديسمبر 2011. في البرازيل، لعبت كاتارينا مع فرق الأولاد ولم تبدأ اللعب مع فريق الفتيات إلا بعد وصولها إلى الولايات المتحدة. في عام 2011، وفي سن الثانية عشرة، ودون أن تتقن الإنجليزية، انتقلت ماكاريو مع والدها وشقيقها إلى سان دييغو، كاليفورنيا، سعيًا وراء حلمها في لعب كرة القدم. بقيت والدتها، وهي طبيبة، في البرازيل لدعم أسرتها ماليًا. أثناء لعبها مع فريق سان دييغو سيرف كلاعبة ناشئة، حطمت الرقم القياسي للهدافين في الدوري الوطني للأندية النخبوية (ECNL) برصيد 165 هدفًا.

## مسيرتها الجامعية
في 01 من فبراير عام 2017، انضمت ماكاريو إلى جامعة ستانفورد. في عامها الجامعي الأول، لعبت 25 مباراة، مسجلةً 17 هدفًا ومقدمةً 16 تمريرة حاسمة. ونتيجةً لأدائها المتميز هذا العام، فازت بالعديد من الجوائز، منها لقب "لاعبة العام من دبليو إي إس بي إن".
في عامها الجامعي الثاني عام 2018، سجلت ماكاريو 14 هدفًا وتقدمة 8 تمريرات حاسمة في 19 مباراة لعبتها. وفي 11 ديسمبر 2018، حصلت على جائزة توبدراويرسوكسير لأفضل لاعبة وطنية. في 4 يناير 2019، فازت ماكاريو بجائزة ماك هيرمان، التي تُمنح لأفضل لاعبات ولاعبين في البلاد. بالإضافة إلى ذلك، حصلت على لقب "لاعبة العام في دبليو إي إس بي إن" و"أفضل مهاجمة في باك-12" للعام الثاني على التوالي. في عامها الجامعي الثالث، فازت ماكاريو بجائزة هوندا الرياضية، التي تُمنح لأفضل لاعبة كرة قدم جامعية في البلاد. كما مُنحت جائزة ماك هيرمان للمرة الثانية، لتصبح سادس امرأة تفوز بالجائزة مرة أخرى منذ تأسيسها عام 1988. فازت مع فريق جامعة ستانفورد بكأس بطولة الرابطة الوطنية لرياضة الجامعات لكرة القدم النسائية للقسم الأول في عاميها الجامعيين الأول والثاني، في 8 يناير 2021، أعلنت ماكاريو أنها ستتخلى عن موسمها الأخير في جامعة ستانفورد لبدء مسيرتها الاحترافية.

## مسيرتها الاحترافية

### نادي ليون
في 12 يناير 2021، أعلن ليون عن تعاقده مع ماكاريو لمدة عامين ونصف. ظهرت لأول مرة مع ليون في الدوري الفرنسي لكرة القدم للسيدات في 6 فبراير 2021، حيث دخلت بديلة في الدقيقة 37 بدل عن اللاعبة أماندين هنري في مباراة الفوز 2-1 على مونبلييه. في 21 مايو 2022، سجلت ماكاريو هدفًا في نهائي دوري أبطال أوروبا للسيدات، مما ساعد في ضمان الفوز 3-1 على برشلونة. أصبحت ماكاريو، إلى جانب زميلتها في فريق ليون ليندسي هوران، رابع وخامس لاعبة أمريكية تفوز بدوري أبطال أوروبا للسيدات.

### نادي تشيلسي
في 9 يونيو 2023، أعلن نادي تشيلسي للسيدات عن تعاقده مع اللاعبة ماكاريو في صفقة انتقال حر من ليون الفرنسي بعقد لمدة ثلاث سنوات. سجلت ماكاريو هدفها الأول بعد 6 دقائق من ظهورها الأول مع تشيلسي في 3 مارس 2024، خلال مباراة في الدوري الإنجليزي الممتاز للسيدات ضد ليستر سيتي بعد عودتها من إصابة في الرباط الصليبي تعرضت لها في يونيو 2022. في مباراتها الثانية مع تشيلسي، سجلت هدف الفوز 1-0 على إيفرتون في كأس الاتحاد الإنجليزي للسيدات 2023–24 بعد ثلاث دقائق من دخولها كلاعبة بديلة.

## المسيرة الدولية
مع وصل ماكاريو للأهلية للعب دوليًا مع البرازيل والولايات المتحدة. وقد دُعيت لتمثيل الولايات المتحدة في عدة فئات عمرية. وصرحت ماكاريو بأنها تنوي تمثيل الولايات المتحدة على مستوى الكبار، رافضةً عدة عروض من الاتحاد البرازيلي لكرة القدم. في 8 أكتوبر 2020، تلقت ماكاريو أول استدعاء لها لتمثيل منتخب الولايات المتحدة الأول، على الرغم من أنها لم تتمكن من القيام بذلك حتى حصلت على تصريح من الاتحاد الدولي لكرة القدم. في وقت لاحق، أعلنت على تويتر أنها حصلت على الجنسية الأمريكية. في 13 يناير 2021، أعلن الاتحاد الأمريكي لكرة القدم أن ماكاريو حصلت على تصريح من الاتحاد الدولي لكرة القدم لتمثيل الولايات المتحدة دوليًا. في 18 يناير 2021، ظهرت ماكاريو لأول مرة مع الولايات المتحدة، في الشوط الأول من مباراة ودية ضد منتخب كولومبيا لكرة القدم للسيدات، وبذلك أصبحت أول مواطنة متجنسة تلعب لمنتخب الولايات المتحدة الوطني الأول للسيدات. في المباراة التالية مباراة ودية أخرى ضد كولومبيا، بدأت لأول مرة، وسجلت هدفها الدولي الأول في 22 يناير 2021.
في 23 يونيو 2021، تم ضم ماكاريو إلى قائمة الولايات المتحدة للمشاركة في دورة الألعاب الأولمبية الصيفية 2020 حيث احتلوا المركز الثالث، وحصل الفريق على الميدالية البرونزية.
بعد غيابها عن كأس العالم للسيدات 2023 بسبب إصابة في الرباط الصليبي تعرضت لها مع ليون في عام 2022، عادت ماكاريو في شهر أبريل من عام 2024 إلى المنتخب الوطني للولايات المتحدة للمشاركة في كأس شي بيليفز 2024.
في 26 يونيو 2024، تم اختيار ماكاريو من قبل مدربها السابق في تشيلسي إيما هايز إلى القائمة المكونة من 18 لاعبة للمشاركة في دورة الألعاب الأولمبية الصيفية 2024 في فرنسا. في 12 يوليو، أُعلن أن ماكاريو ستنسحب من الألعاب الأولمبية بسبب "تهيج الركبة"، وأن لين ويليامز ستحل محلها في القائمة.

## حياتها الشخصية
على الرغم من إعلانها عن إعجابها باللاعبة البرازيلة مارتا، صرّحت ماكاريو أن لاعبة كرة القدم المفضلة لديها هي المهاجمة الأمريكية السابقة ميا هام، تخرجت ماكاريو من جامعة ستانفورد بدرجة بكالوريوس في الاتصالات وتخصص فرعي في علم النفس عام 2021.

## الإنجازات
فريق جامعة ستانفورد كاردينال
- بطولة الرابطة الوطنية لرياضة الجامعات لكرة القدم النسائية للقسم الأول: 2017، 2019

نادي ليون
- القسم الأول للسيدات: 2021-22
- دوري أبطال أوروبا للسيدات: 2021-22[37]

نادي تشيلسي
- الدوري الممتاز للسيدات: 2023-24، 2024-25
- كأس الاتحاد الإنجليزي للسيدات: 2024-25[38]
- كأس رابطة الدوري الإنجليزي للسيدات: 2024-25[39]

منتخب الولايات المتحدة
- كأس شي بيليفز: 2021؛[40] 2022,[41]2024[42]
- الميدالية البرونزية الأولمبية: 2021

جوائز فردية
- لاعب العام من دبليو إي إس بي إن: 2017، 2018[43]
- كأس هيرمان: 2018، 2019
- أفضل لاعب من توبدراويرسوكسير: 2018، 2019[44]
- الفريق الأول لمدربي يونايتد سوكر: 2017، 2018[45][46]
- أفضل مهاجم من باك-12: 2017، 2018[47][48]
- جائزة هوندا الرياضية: 2020
- أفضل لاعب في كأس شي بيليفز: 2022[49]

## روابط خارجية
- كاتارينا ماكاريو على موقع الاتحاد الأوربي (الإنجليزية)
- كاتارينا ماكاريو على موقع قاعدة بيانات كرة القدم.إي يو (الإنجليزية)
- كاتارينا ماكاريو على موقع ليكيب (الفرنسية)
- كاتارينا ماكاريو على موقع Soccerway.com (الإنجليزية)
- كاتارينا ماكاريو على موقع عالم كرة القدم.نت (الإنجليزية)
- كاتارينا ماكاريو على موقع اللجنة الأولمبية الدولية (الإنجليزية)
- كاتارينا ماكاريو على موقع أوليمبيديا (الإنجليزية)